# 李致新
李致新（1962年9月—）中国登山健将，中国登山协会国家登山队教练，技术部副主任，中国登山协会常务副主席，国家体育总局登山运动管理中心副主任、主任，亚洲竞技攀登委员会主席。1988年到1999年，李致新和王勇峰一起完成了七大洲最高峰的攀登，是目前中国仅有的两位征服世界7大洲最高峰的登山家。

## 生平
李致新1962年9月出生于辽宁省大连市，1981年考入武汉地质学院，在水文系攻读水文工程专业，1985年毕业。1985年至1986年在武汉地质学院北京研究生部工作，1986年调国家登山队工作至今。2001年考取中国地质大学研究生，攻读地球科学学院构造地质专业研究生，师从杨巍然教授。2004年研究生毕业。

## 登山事业
李致新在武汉地质学院念书时认识了比自己大一级的王勇峰，两人在1984年一起进入武汉地质学院登山队，从此开始的自己的登山生涯。
| 年代   | 山峰          | 海拔   | 备注 |  |
| ------ | ------------- | ------ | --- |  |
| 1984年 | 阿尼玛卿III峰 | 6090米 | 首次登山                                                                                                |  |
| 1984年 | 阿尼玛卿Ⅱ     | 6268米 | 随武汉地质学院登山队与日本长野山岳会登山队联合攀登                                                      |  |
| 1985年 | 纳木那尼峰    | 7694米 | 中日联合登山队，李致新登达7500米，在距顶峰100余米处为抢救日本队员放弃登顶                               |  |
| 1986年 | 库拉岗日峰    | 7538米 | 日本神户大学登山队的高山协作                                                                            |  |
| 1988年 | 珠穆朗玛峰    | 8848米 | 参加中、日、尼珠穆朗玛联合登山，登顶                                                                    |  |
| 1988年 | 文森峰        | 5140米 | 中美联合登山科学考察队中的中国登山队员，成功登上南极最高峰，用时7小时02分，创造了最短时间攀登此峰的纪录 |  |
| 1992年 | 迪纳利峰      | 6194米 | 北美洲最高峰，登顶                                                                                      |  |
| 1994年 | 阿空加瓜峰    | 6964米 | 南美洲最高峰，登顶                                                                                      |  |
| 1997年 | 厄尔布鲁士峰  | 5642米 | 欧洲最高峰，登顶                                                                                        |  |
| 1998年 | 乞力马扎罗峰  | 5895米 | 非洲最高峰，登顶                                                                                        |  |
| 1999年 | 查亚峰        | 5029米 | 大洋洲最高峰，登顶                                                                                      |  |

2008年，李致新作为北京奥运火炬接力珠峰传递登山队总指挥，成功指挥了珠峰火炬传递。